# Geschichte der Stadt Kamen
Die Geschichte der Stadt Kamen umfasst die Entwicklungen auf dem heutigen Gebiet der Stadt Kamen von der ersten Besiedlung bis zur Gegenwart. Urkundlich wird Kamen erstmals 1050 genannt.

## Zu Kamens ältester Geschichte

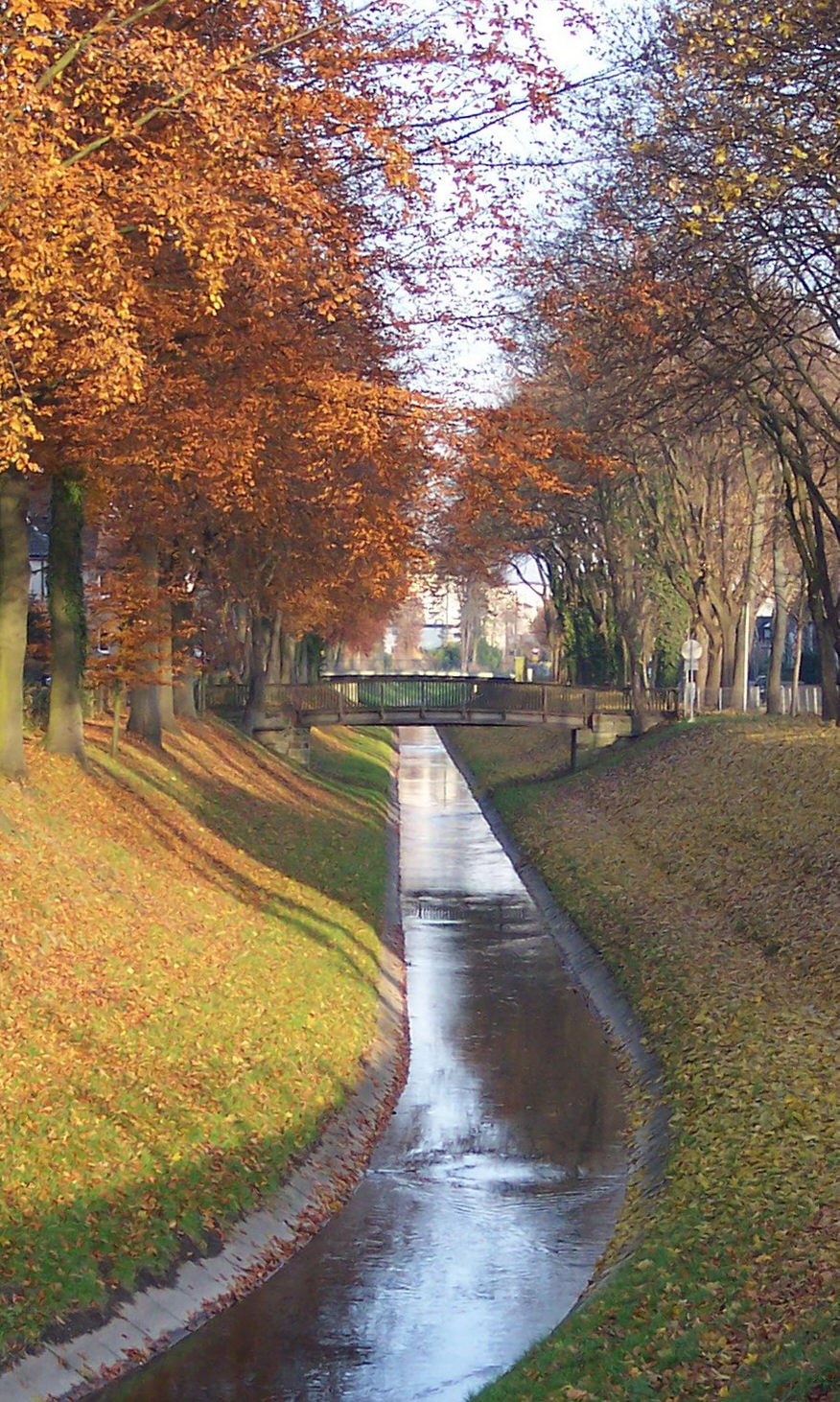
Die Seseke in Kamen

Die frühesten Spuren menschlicher Besiedlung an verschiedenen Stellen im Kamener Stadtgebiet stammen aus dem Neolithikum (Jungsteinzeit, 5.–2. Jahrtausend v. Chr.). In diesem Abschnitt der Vorgeschichte vollzog sich der Übergang vom Wildbeutertum (Jäger und Sammler) zur produzierenden Wirtschaftsform mit Ackerbau und Viehzucht. Aussaat und Ernte nötigten die Menschen, sich in der Nähe ihrer Felder aufzuhalten. Sie mussten somit sesshaft werden und bauten Häuser in kleinen Gemeinschaften. Neben der ausgeprägten Technik, Steinwerkzeuge zu fertigen, war bereits die Herstellung von gebrannten Tongefäßen und das Spinnen und Weben von Textilien verbreitet. Da das Kamener Gebiet an den Ausläufern der sehr fruchtbaren Soester Börde liegt, ist auch das Ackerland im Gebiet von Kamen für den Getreideanbau von Bedeutung. Die Fruchtbarkeit des Bodens macht sich auch in der Größe der Bauernhöfe deutlich.
Dass nicht nur im Rheinland die Römer ansässig waren, beweist der spektakuläre Fund eines großen Römerlagers unweit des Stadtgebietes in Bergkamen-Oberaden. Es war das größte römische Militärlager nördlich der Alpen. Es bestand jedoch nur in den Jahren 11–8 v. Chr. Da eine endgültige Unterwerfung dieses Teils Germaniens nicht gelang, zogen sich die Römer nach der Varusschlacht (9 n. Chr.) auf das linksrheinische Gebiet zurück. Eine Vielzahl verschiedener Funde belegt den Alltag der römischen Legionäre in Germanien.
Unweit davon befand sich an der Lippe das Römerlager Beckinghausen.
Der Fund des Römerlagers in Oberaden war in erster Linie dem Methlerschen Pfarrer Otto Prein zu verdanken. Auf der Suche nach dem legendären Römerlager Aliso erforschte Prein unter Bezugnahme auf alte Flurnamen, örtliche Sagen, uralte Straßenzüge sowie durch Beobachtungen bestimmter Geländeformationen die heimische Landschaft nach römischen Spuren. Für die Entdeckung dieses Lagers hatte er die entscheidenden Hinweise gegeben. Die nächste bedeutende Entdeckung gelang ihm 1910 in der Gemarkung Westick, im Winkel zwischen den Flüssen Seseke und Körne. Auch hier erregten wieder ältere überlieferte Flurnamen seine Aufmerksamkeit. Ungefähr 4 km südöstlich des Römerlagers in Oberaden stieß er auf die Flurnamen Am beilaufenden Turm, In den Böhren und Wöhrenwall und fand dort etliche römische Keramikscherben unweit des Laufs der Körne. Bei der Regulierung der Körne 1921 stieß dann der Bagger auch auf eine Schicht mit zahlreichen tierischen Knochenresten und Gefäßscherben, vermutlich eine frühgeschichtliche „Mülldeponie“. In den Jahren 1926/27 begann man unter der Federführung des Gustav-Lübcke-Museums in Hamm dort Versuchsgrabungen durchzuführen. Eine unter dem Mutterboden liegende Schicht mit römischen und germanischen Scherben brachte den Hinweis auf eine vor langer Zeit bestandene Siedlung. Doch erst die umfangreichen Grabungen von 1930 bis 1935, die 1936/37 durch Einzeluntersuchungen ergänzt wurden, lieferten den Beleg, dass dort eine germanische Siedlung vom Anfang des 2. bis zum Anfang des 6. Jahrhunderts bestanden hatte.
Bis heute sind etwa 700 römische Münzen des 1. bis 5. Jahrhunderts, weiter eine Vielzahl römischer Tonwaren, Fibeln und andere Gebrauchsgegenstände gefunden worden. Sie deuten auf ausgedehnte Handelsbeziehungen der hier siedelnden Einheimischen mit den Römern hin. Die weiteren Funde geben einen Einblick in die damaligen Lebensverhältnisse. So fand man neben den verschiedenen Gefäßen, Fibeln, Nadeln, Gürtel- und Möbelbeschlägen, ferner Teile von Pferdegeschirren sowie germanischen Schmuck, Waffen und Geräte, die zum Teil am Ort hergestellt wurden. Dies wird belegt durch Gusstiegel und -formen und Reste einer Buntmetallgießerei sowie Rennfeuerstellen und die dazugehörige Eisenschlacke. Funde, die für den Betrachter relativ unspektakulär sind, aber viel über die Bedeutung und Größe dieser Siedlung aussagen.
Neben reichen Kleinfunden hat die Erforschung des Siedlungsgeländes drei Hausgrundrisse geliefert, die für die historische Hausforschung erhebliche Bedeutung erlangt haben. Das Haus III ist das bedeutendste Ergebnis der Westicker Grabungen. Gefunden in den südlichen Grabungsflächen, von Osten nach Westen ausgerichtet, wurden Umrisse anhand von Pfostenspuren mit einer Länge von 48 m (!) und einer Breite von 7,5 m entdeckt. Es könnte aufgrund seiner Größe und Ausstattung der Sitz eines freien Herren oder Edelings gewesen sein. An den ältesten (östlichen) Teil schließt sich ein zweiter jüngerer Gebäudeteil an. Offenbar sind beide Gebäudeteile durch Brand vernichtet und später als zusammenhängendes Gebäude neu errichtet worden. An der´Nordseite schließt sich ein 10 m langer laubenartiger Vorbau an. Die Funde lagern im Städt. Gustav-Lübcke-Museum Hamm und im Museum Kamen.
Die Deutung des Namens „Kamen“ ist bis heute noch nicht ohne Widersprüche gelungen. Das Gleiche gilt auch für die Namen der Kamener Stadtteile. Bis zum Anfang des 20. Jahrhunderts waren sowohl die Schreibweisen „Camen“ als auch „Kamen“ üblich. 1903 wurde die heutige Form des Ortsnamens amtlich festgelegt.

## Kamen im Mittelalter

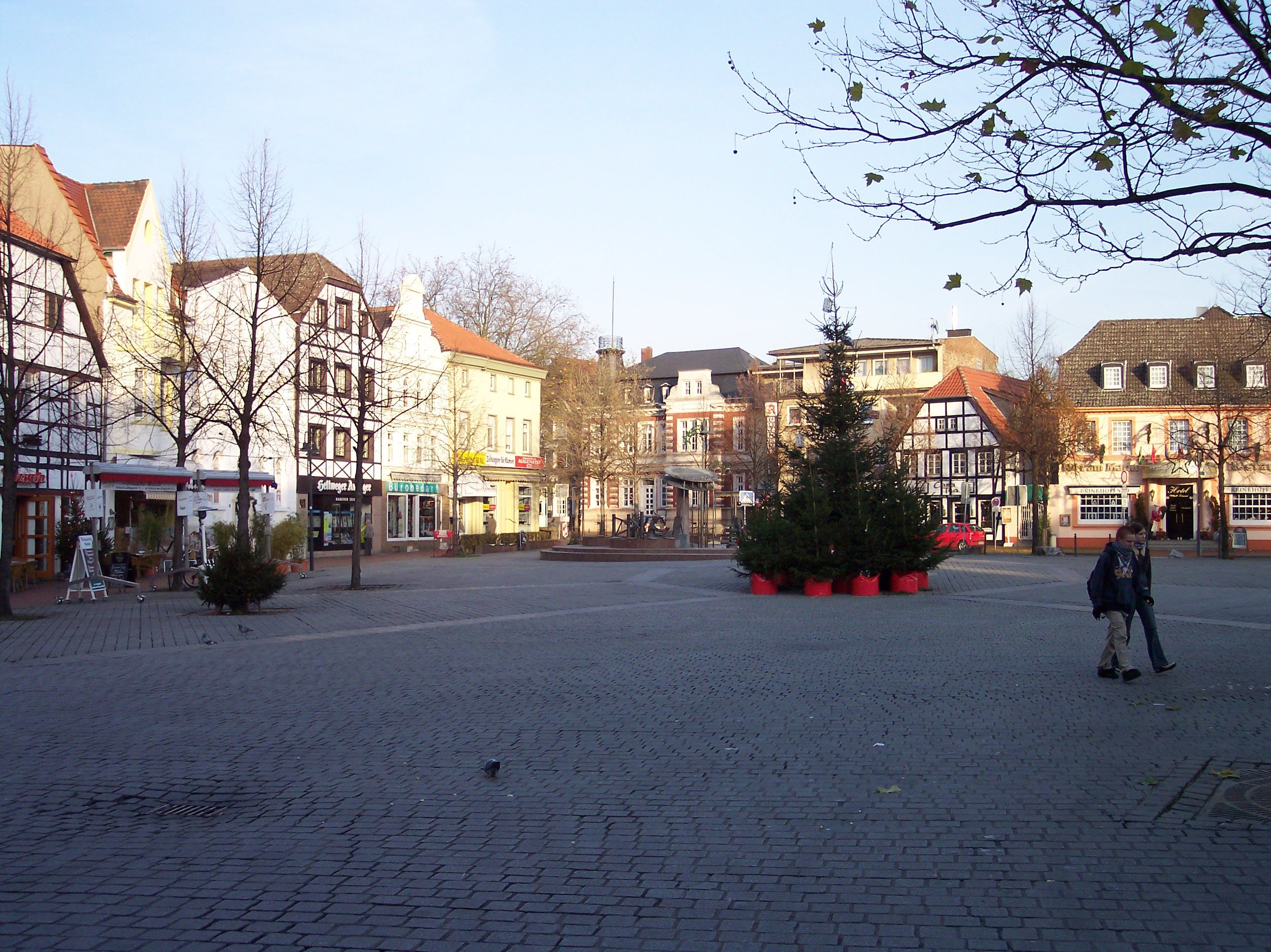
Alter Markt

Eine Ansiedlung mit dem Namen Kamen wird um 1050 im Besitztumsverzeichnis (Urbar C) der Abtei Werden genannt, jedoch muss die Pfarrei Kamen schon älter gewesen sein. Ihr frühes kölnisches Severins-Patrozinium sowie Reste einer älteren Vorgängerkirche bekräftigen dies. Der heutige mächtige grüne Sandsteinturm der Pauluskirche stammt noch aus der Mitte des 12. Jahrhunderts. Der schiefe Turmhelm, das Wahrzeichen Kamens, entstand 200 Jahre später. Er ist bewusst gegen die Hauptwindrichtung, also nach Südwesten geneigt gebaut worden.
Im Laufe des 12. Jahrhunderts ließen sich die Landesherren, die Grafen von Altena, westlich nahe der späteren Pauluskirche eine Burg errichten, wie später auch in Mark bei Hamm. Das Areal der landesherrlichen Burg war mit Wassergraben, Wall und Palisaden umgeben. Die Begrenzung lässt sich noch heute am Verlauf der Straßen Wiemeling, Zur Wimme und des südlichen Teils der Dunklen Straße nachvollziehen. Im Süden bildete die Seseke die Grenze. Der Eingang war von der heutigen Schulstraße aus angelegt.
Da sich die Landesherren seit dem 13. Jahrhundert „von der Mark“ nannten, hieß ihr Territorium „Grafschaft Mark“. Da die Kölner Erzbischöfe auch Anspruch auf die Landesherrschaft erhoben, hatte Kamen, weil es an einem gut passierbaren Sesekeübergang lag, die Bedeutung einer Grenzfeste gegen den Kölnischen Machtanspruch.
Vielen historisch Interessierten ist der Begriff „Burgmannshöfe“ geläufig. Mindestens zehn dieser Höfe sind für Kamen nachweisbar. So war auch die Bedeutung Kamens im Mittelalter noch so groß, dass Kamen unter den märkischen Städten lange Zeit nach der Hauptstadt Hamm an zweiter Stelle genannt wurde. Das nördlich von Osnabrück gelegene Quakenbrück ist eine ebenso bedeutende Stadt gewesen, die sich ihrer mittelalterlichen Bedeutung bewusst ist und sich „Burgmannsstadt Quakenbrück“ nennt.
Die Burgmannen in Kamen gehörten zu den Ministerialen der Landesherren, das heißt, ihnen unterlag die Hofhaltung sowie die Verwaltung und Verteidigung des Gebietes. Die Burgmannshöfe wurden daher in der Nähe der Stadttore angelegt (so liegt beispielsweise der von der Recksche Hof auf dem ehemaligen Karstadtgelände). Für diese Leistungen erhielten sie ihr Lehen. Bis ins 19. Jahrhundert hinein behielten die Burgmannshöfe ihre adeligen Freiheiten von allen städtischen Lasten und Abgaben, auch wenn sie schon bürgerliche Besitzer hatten.
Wie die meisten historisch gewachsenen Städte, so entwickelte sich auch Kamen von einem Herrensitz (Burg) ausgehend. Im Laufe der Zeit siedelten sich Handwerker, Kaufleute und andere Untertanen im Schutzbereich der Burg an. Ihren Lebensunterhalt bestritten sie mit der Versorgung der Landesherren und Burgmannen. Der Name „Bürger“ soll nach dieser Nähe zur landesherrlichen Burg seinen Ursprung haben. Die Landesherren hielten sich nur gelegentlich in Kamen auf. Sie zogen von Residenzort zu Residenzort. Sie hielten in ihren Burgen dann auch Gerichtstage ab. Im Anschluss an diese Gerichtstage wurden zumeist die Kirchweihfeste (Kirmessen) oder Jahrmärkte abgehalten. Kamen hat nachweislich seit über 650 Jahren zwei Jahrmärkte. Einen im Frühjahr, und den Severinsmarkt im Oktober. Der Name leitet sich vom ehemaligen Schutzpatron der Severinskirche, der heutigen Pauluskirche ab. Der massive, über 800-jährige Turm der Pauluskirche diente im Mittelalter als Wehr- und Fliehturm. Die Kirche mit ihrem alten Vorgängerkirchenschiff lag innerhalb der Befestigungsanlagen der landesherrlichen Burg.
Während der weiteren Entwicklung dehnte sich die Ansiedlung nach Westen, Norden und Osten aus. Im Süden ließ die Seseke keine Ausdehnung mehr zu. Der Ort wurde nach 1243 mit einer Mauer und einem Grabensystem befestigt. Die südliche Begrenzung bildete die Seseke, die man näher an die Mauer heranführte und schon im Mittelalter begradigte. Die Stadtmauer hatte insgesamt sechs Stadttore. Das älteste Stadttor war am Bollwerk, etwa dort, wo das heutige AWO-Haus steht. Es hatte auch den Namen Langebrüggentor, da zu ihm wohl ehedem ein Damm aus Holz (Knüppeldamm) führte, der schon zur Römerzeit zum Sesekeübergang geführt haben soll. Das Tor wurde im 17. Jahrhundert geschlossen. In Richtung Süden, also in Richtung Unna, führte das Mühlentor. Es lag an der Bahnhofstraße zwischen Ostenmauer und Klosterstraße. Es hatte wie alle Stadttore ein kleines vorgelagertes Tor, das man „Homey“ nannte. Danach hat noch heute die Maibrücke ihren Namen. Nach Osten, in Richtung Hamm, zwischen Osten- und Nordenmauer befand sich das Ostentor. Nach Norden führten zwei Stadttore. Das Norden- oder Viehtor an der Nordstraße, das in Richtung Reck-Kamensche-Heide und Werne führte, sowie das Kämertor an der Kämerstraße. Das Kämertor hieß noch im 16. Jahrhundert „Bergkämertor“ und hat so im Laufe der Zeit eine irreführende Verkürzung erhalten. Das sechste und letzte Stadttor war das Westentor, das nach Lünen führte.
Stadtmauer und -tore hatten im Ursprung eine vornehmlich schützende Funktion gegenüber feindlichen Angriffen. In zweiter Linie eine fiskalische, also steuerliche Funktion. Nach der Verbreitung und Weiterentwicklung der Feuerwaffentechnik war eine solche Mauer als Hindernis militärisch kaum noch von Bedeutung. Übrig blieb die steuerliche Seite, das heißt, wer als Händler in die Stadt wollte, musste die Akzise, die Stadtsteuer, entrichten. Erst als am Ende des 18. Jahrhunderts diese Steuer wegfiel, hatten Stadtmauer und -tore keinerlei Bedeutung mehr. Mauer und Tore verfielen, und man verwendete die Steine u. a. zum Bau der Häuser und des Turmes der Lutherkirche. Ein kleiner Rest der Ostenmauer ist an der Bohdeschen Besitzung erhalten. Sie ist eines der letzten Relikte an Bauwerken aus Kamens bedeutender Vergangenheit im Mittelalter. Die Mauer war, wie alle Steinbauten unserer Region im Mittelalter, mit dem grünen Anröchter Sandstein gebaut worden. Der Pauluskirchenturm und die Margaretenkirche in Methler sind aus dem gleichen Stein errichtet. Wegen seines jungen erdgeschichtlichen Alters ist dieser Stein sehr weich und wittert stark aus. Daher musste das Mauerwerk der Margaretenkirche mit einem Schlemmputz versehen werden.
Nachdem die Bürgersiedlung eine gewisse Größe erreicht hatte, erhielt Kamen in der Mitte des 13. Jahrhunderts vom Landesherrn die Stadtrechte: eine eigene Verfassung, einen Rat für die Selbstverwaltung und ein eigenes Stadtgericht für die niedere Gerichtsbarkeit. Das älteste erhaltene Stadtsiegel stammt aus dem Jahr 1284. Der älteste Beleg für die Stadtrechte stammt aus dem Jahr 1346. Darin bestätigt der Landesherr, Graf Adolf IV. von der Mark (1327–1347), den Kamenern ihre Stadtrechte, derer sie schon zu den Zeiten seines Urgroßvaters, Graf Engelbert I. von der Mark (1247–1277) erfreuten. Solche Bestätigungen sind meist die Regel. Erstverleihungen sind meist nicht schriftlich bestätigt, sondern nach und nach (stillschweigend) gewährt worden.
Wie in den meisten Städten des Mittelalters, so bildete sich auch zur Verteidigung der Stadt Kamen das Schützenwesen heraus. Dies war notwendig, da es noch keine stehenden Heere gab und die wenigen kampffähigen Ritter (Burgmannen) die Stadt allein nicht hätten schützen können.
Das Schützenwesen setzte in den meisten Städten im 13. und 14. Jahrhundert ein. Die Waffen waren zu Beginn Bögen und Armbrüste, später die nun sich schnell verbreitenden Handfeuerwaffen. Man machte häufige Schießübungen, die zumeist einmal im Jahr mit der Prämierung des besten Schützen ihren Höhepunkt fanden. Man schoss auf Zielscheiben, auf Sterne, später auf den „Vogel“. Zur Etablierung des Schützenwesens trug wesentlich bei, dass sich mit der Schützengenossenschaft eine kirchliche Bedeutung verband, indem sie zugleich eine Bruderschaft bildete. Der Schutzheilige der Schützen war der hl. Sebastian, und so nannten sich in vielen Städten die Schützen St. Sebastiansbrüder.
Dass sich auch Kamener an den Kreuzzügen beteiligt haben müssen, belegt die Gründung eines Quarantänehauses für die im Heiligen Land infizierten Leprakranken. Auf der Grenze zwischen den Bauerschaften Rottum und Overberge befand sich das nicht genau zu lokalisierende Kamener Leprosenhaus. Es war bewusst weit ab der Stadt errichtet worden.
Am Ende des Mittelalters hatte die alte Stadt Kamen innerhalb der Ummauerung die relativ große Fläche von ca. 29 ha. Die Einwohnerzahl lag bei etwa 1.500 Personen. Die geographisch günstige Lage Kamens an den wichtigen Nord-Süd-Handelswegen und die landesherrliche Förderung verliehen der Stadt eine exponierte Stellung unter den Städten der Grafschaft Mark. Kamen war Mitglied der Hanse, und in vielen Hansestädten an der Ostsee hielten sich Kamener Kaufleute als Händler, aber auch als Mitglied des Stadtrates auf. In Stockholm gab es ein „Kamener Viertel“, das nur von Kamener Hansekaufleuten bewohnt wurde. Auch waren einzelne Kamener Bürger Mitglieder des Deutschen Ritterordens im Baltikum. Der Kamener Jasper Linde (genannt Oemeken) war 1509–1524 Erzbischof von Riga.
Neben dem Handel war insbesondere das Handwerk von Bedeutung. So gab es mindestens acht Zünfte in der Stadt: Bäcker, Kaufleute, Leineweber, Schmiede, Schuhmacher, Schneider, Wöllner und Zimmerleute. Zu den Hauptausfuhrgütern Kamens gehörten vornehmlich Lederwaren (insbesondere Schuhe) und Leinwand. Der Flachsanbau zur Leinwandherstellung war im fruchtbaren Hellweggebiet besonders lohnend. Die Kamener Schuhmacher gerbten ihr Leder selbst, obwohl es dafür einen eigenen Berufsstand, die Gerber, gab. Die Felle wurden an der Seseke gereinigt und geschruppt (Schrupphagen) und in naheliegenden Gruben gegerbt.
In Kamen existierte auch ein Nonnenkloster (Tertiarierinnen), das 1470 aus zwei Beginenhäusern hervorgegangen war. Im Zuge der Säkularisation wurde es 1818 aufgelöst. Damit war ein wichtiger Teil der sozialen Vorsorge zerstört worden. Erst später übernahm die öffentliche Hand diese Funktion. Die Reformation erreichte Kamen im Jahr 1554. In Methler und Heeren war dies wenige Jahre später der Fall. Innerhalb der heutigen Grenzen des Stadtgebietes gibt es seit dem Mittelalter drei Kirchspiele: Kamen, Methler und Heeren. Bis 1818 gehörten die drei katholischen Kirchspiele zum Erzbistum Köln, von da ab zu Bistum Paderborn. Seit dem 14. Jahrhundert sind auch Juden in Kamen nachweisbar. Sie gehörten bis 1736 zur Dortmunder Synagogengemeinde. Seit dieser Zeit gab es eine eigene jüdische Gemeinde in Kamen, die ihr Bethaus in der Kämerstraße hatte. Erst 1901 entstand die Synagoge hinter der Bahnhofstraße, die 1938 abgerissen wurde. Der Architekt war Max Lorf, der auch die Dortmunder Synagoge baute. Die Kamener Synagogengemeinde unterhielt bis 1912 eine eigene Elementarschule. Trotz des geringen Anteils an der Gesamtbevölkerung waren die jüdischen Mitbürger sehr stark integriert, hoch angesehen und in den bürgerlichen Vereinen überproportional vertreten.
Die urkundlich älteste Siedlung war Methler. In einer Schenkungsurkunde für das Gereonstift in Köln aus dem Jahre 898 wird der Name Methler erstmals erwähnt und ist damit der älteste urkundlich genannte Teil Kamens. Die Margaretenkirche in Methler ist eine sehr alte und durch ihre Ausstattung besondere Kirche. Ihr Turm stammt – wie der Turm der Pauluskirche in Kamen-Mitte – aus dem 12. Jahrhundert. Das besondere ist das Kirchenschiff, das 100 Jahre später errichtet wurde. Es ist im seltenen Übergangsstil der Spätromanik gebaut worden. Das Gebäude ohne Seitenschiffe hat im Innern eine Vielzahl von kunstgeschichtlichen Besonderheiten zu bieten. Angefangen bei den einzigartigen Deckenmalereien aus der Entstehungszeit um 1250, den aus der gleichen Zeit stammenden Skulpturen der hl. Margarete und Johannes des Evangelisten, der Muttergottes aus dem 15. Jahrhundert, der barocken Kanzel und dem Taufbecken. Jeder, der einmal im Innern dieser Kirche war, ist von ihrem Reiz gefangen. Alle Kunstschätze haben die Reformation nach 1560 überlebt und wurden nicht entfernt. Gerade zur Weihnachtszeit ist die Margaretenkirche ein gern besuchter Ort.
Der Name der Kirche leitet sich von der heiligen Margarete ab. Er kommt aus dem Griechischen und bedeutet „die Perle“. Nach der Legende soll Margarete im 3. Jahrhundert gelebt haben. Ihr Vater Ägidius, ein heidnischer Priester, verstieß sie, weil sie Christin geworden war. Weil sie die Liebe eines römischen Präfekten nicht erwiderte, kam sie in den
Kerker und wurde später enthauptet. Sie ist die Schutzpatronin der Schwangeren.
Die ältesten urkundlichen Erwähnungen der Stadtteile sind: Um 1100 Werve, im Werdener Besitztumsverzeichnis, 1178 wird ein Gerhard von Herne (= Heeren) erstmals genannt, 1220 wird Südkamen in der „Großen“ und „Kleinen Vogteirolle“ des Grafen Friedrich von Isenberg-Altena erstmals erwähnt, um 1250 findet sich die erste urkundliche Erwähnung Westicks, und 1332 von Rottum.

## Vorindustrielles Kamen
Auf die wirtschaftliche Blüte Kamens folgte seit dem Ende des 15. Jahrhunderts eine Zeit des Niedergangs. Sie sollte etwa 400 Jahre andauern. Die Ursachen lagen unter anderem in der Verlagerung der Handelswege von Nord-Süd nach West-Ost, was auch auf den Niedergang der Hanse zurückzuführen ist, sowie in der Vergrößerung des Territoriums. Seit 1391 waren die Grafschaften Mark und Kleve in Personalunion vereinigt. Spätestens seit 1417 residierten die Landesherren, nun Herzöge von Kleve, nicht mehr in Kamen. Da die Landesherrschaft gesichert war, verlor Kamen an machtpolitischer Bedeutung.
Verstärkt wurde diese negative Entwicklung noch durch häufige Stadtbrände, die zwischen dem 15. und 18. Jahrhundert besonders oft ausbrachen. Das Auftreten von Seuchen, z. B. der Pest, führte zu einem Rückgang der Bevölkerung. Viele Kriege durchzogen das Land. Zu den Verlusten in den Kriegen traten hohe Kontributionszahlungen. Hiervon konnte sich nur ein wirtschaftlich gesundes Gemeinwesen erholen.
An der Lateinschule in Kamen unterrichtete von 1586 bis 1588 der Theologe Anton Praetorius.
Der Markt in Kamen hatte seine Bedeutung für den Fernhandel verloren. Das Handwerk produzierte nur noch für das Umland und den Eigenbedarf in der Stadt. Bis zum Einzug der Industrie blieb Kamen ein relativ unbedeutendes Ackerbürgerstädtchen.
Als 1609 die Grafschaft Mark mit Kamen an die Kurfürsten von Brandenburg, die späteren preußischen Könige, fiel, war kaum noch eine landesherrliche Förderung der Städte der Grafschaft Mark gegeben. Die preußischen Landesherren achteten ihre westlichen Provinzen wenig.
Der Dreißigjährige Krieg machte auch nicht vor der Kamener Region halt. Kontributionen, Einquartierungen und Seuchen belasteten die Stadt enorm. Als Folge dieses großen Krieges bildeten sich nun stehende Heere aus, die die Bedeutung des Schützenwesens als Verteidigungseinrichtung der Städte überflüssig machten.
Eine Episode aus der Zeit des Dreißigjährigen Krieges verbindet Kamen mit der deutschen Literaturgeschichte. Der bedeutendste Schriftsteller der Barockzeit, Christoffel von Grimmelshausen, beschreibt in seinem bekannten Schelmenroman „Simplizissimus“ seine Erlebnisse u. a. als „Jäger von Soest“. Während seines Aufenthaltes dort macht er mit seinem Gefährten „Springinsfelt“ viele Streifzüge auch durch die Kamener Region. Im Jahr 1632 meldet beim evangelischen Pfarrer in Kamen ein Soldat namens Springinsfelt die Geburt seines Sohnes Hans-Jürgen an. Eine genealogische Prüfung ergab, dass es sich hier offenbar um die gleiche Person handelt.
Im Zeitalter des absolutistischen Staates und später des Merkantilismus war ein selbstverwaltetes Gemeinwesen nicht mehr gefragt. So verlor Kamen 1732 einen Teil der städtischen Selbstverwaltung und 1753 die eigene niedere Gerichtsbarkeit.
Ein weiterer typisch mittelalterlicher Aspekt einer Stadt, die gemeinschaftliche Nutzung von Weiden und Wäldern, wurde zu Beginn des 19. Jahrhunderts aufgehoben. Kamen besaß bis dahin einen relativ großen Gemeinbesitz, die „Reck-Kamensche-Heide“, die sich bis Bergkamen-Overberge erstreckte. 1834 kam es zur endgültigen Teilung dieser Allmende; das Gebiet wurde in kleine Parzellen geteilt und an private Eigentümer übertragen.
Im Zuge der Heideteilung beanspruchte auch das Offizierscorps der Junggesellengilde zu Kamen einen Teil der Heidefläche für sich. Gemeint war damit der bei der Bauerschaft Bergkamen gelegene „Schützenplatz“ am sogenannten Buddenheck. Das Grundstück von sieben Morgen Größe, ein Teil der früheren Linkampschen Heide, wurde 1834 der Stadt Kamen zugeteilt, die es dem Kamener Schützenverein überließ.
Der letzte Schritt zur Auflösung der mittelalterlichen Verfassung wurde mit der Aufhebung des Zunftwesens im Jahre 1810 vollzogen. Dies bedeutete auch für Kamen eine weitere Schwächung der Wirtschaftskraft. Die Zünfte besaßen zeitweilig einen großen Einfluss in der Stadt. Die am stärksten vertretenen Handwerker waren bis dahin immer die Leineweber und Schuhmacher gewesen.
Im Jahr 1806 wurde auch Kamen, wie die anderen Städte der Region, durch napoleonische Truppen besetzt. Kamen gehörte dann zum Ruhrdepartement des Großherzogtums Berg. Der Kamener Bürgermeister führte nun die Bezeichnung Maire. Der Code Napoléon, das französische Gesetzbuch, das liberaler als die preußischen Gesetze war, wurde eingeführt. Nach sieben Jahren (1813) ging mit den Befreiungskriegen die französische Herrschaft wieder zu Ende, und über Kamen herrschten wieder die Preußen.
Die Kamener Schützen konnten sich nach dem Sieg über Napoleon wieder organisieren und gründeten im Jahr 1820 den Kamener Schützenverein. Da die Verteidigung der Städte nun in den Händen des Militärs lag, hatten die Schützenvereine eher einen geselligen Charakter. Nun entstanden auch in den Dörfern Schützenvereine, so u. a. auch in Heeren, Südkamen und Methler.
Wegen der hohen Schulden Kamens musste der relativ große städtische Besitz außerhalb der Stadt, in der Feldmark, verkauft oder verpachtet werden. Zu einer wirtschaftlichen Stärkung Kamens kam es allmählich, als im Jahr 1847 die Strecke der „Köln-Mindener-Eisenbahn“ das Stadtgebiet berührte.
Die enormen verkehrstechnischen Veränderungen durch die Eisenbahn werden deutlich, wenn man den Zustand der Güter- und Personenbeförderung vor dem Bahnbau betrachtet. Die Landstraßen, die es gab, waren in einem schlechten Zustand, obwohl seit 1822 der Ausbau zu „Kunststraßen“ in Westfalen betrieben wurde. Neben den Fuhrwerken bestand nur die Post als öffentliches Verkehrsmittel. Für die Mehrzahl der Menschen war der Fußmarsch zu entfernt liegenden Zielen eine Selbstverständlichkeit. So zogen auch viele Handwerker und Kaufleute mit ihren Waren „per pedes“ durch die Lande. Die Fuhrwerke waren extrem von den Witterungs- und damit Straßenverhältnissen abhängig.
Einzige Alternative zu den Straßen waren die Wasserwege. Allerdings waren die meisten Flüsse gar nicht, oder wie Lippe und Ruhr, nur bedingt schiffbar. So fehlte es während der aufkommenden Industrialisierung an einem Gelände- und wetterunabhängigen Transportmittel, mit dem Rohstoffe und Produkte über große Entfernungen schnell und kostengünstig befördert werden konnten. So entstand in Wirtschaftskreisen der Plan, eine Eisenbahnlinie vom Rhein zur Weser zu bauen.
Schon Friedrich Harkort hatte in der Zeitschrift „Hermann“ 1825 auf die wirtschaftliche Bedeutung dieses Verkehrsmittels hingewiesen. 1843 kam es dann endlich zur Gründung der „Köln-Mindener-Eisenbahngesellschaft“, die den Bau durchführen wollte. Der frühe Eisenbahnbau geschah ausschließlich in privatwirtschaftlicher Regie; der Staat beschränkte sich auf die Genehmigungsverfahren. So wurde 1845 durch „Allerhöchste Kabinettsordre“ festgelegt, dass die Strecke über Dortmund, Kamen, Hamm, Ahlen/Westf., Rheda und Bielefeld nach Minden führen sollte.
Der preußische Staat sah auch dann noch keine Notwendigkeit zum Eisenbahnbau, als von Unternehmerseite auf die militärische Bedeutung (u. a. schnelle Truppentransporte) der Eisenbahn hingewiesen wurde. Tatsächlich kam es 1848/49 zum Transport von Soldaten mit der Bahn gegen die bürgerliche Revolte in Iserlohn. Die Truppen wurden bis Kamen mit dem Zug gefahren und von hier weiter über die Straße geleitet. Friedrich Harkort nannte die Eisenbahn den „Leichenwagen, mit dem der Feudalismus zu Grabe getragen wird.“
Im Jahr 1845 begannen in dieser Region die Streckenbauarbeiten. Das „Kreis Hammer Wochenblatt“ berichtete damals von einem äußerst rigiden Vorgehen der Bahnarbeiter. Grundstücke und Einfriedungen stellten offenbar kein Hindernis für die Arbeiten dar. 1846 wurde die „Fünf-Bogen-Brücke“ bei Kamen gebaut. Da sie das sumpfige Sesekegebiet überquerte, mussten vorher tausende von Eichenstämmen in den Boden getrieben werden. Da diese Brücke bis heute nahezu unverändert blieb, zählt sie zu den ältesten Eisenbahnbrücken Westdeutschlands.
Im Mai 1847 war es dann soweit. Am 2. Mai fuhr der erste Zug durch Kamen nach Hamm; am 15. Mai war die offizielle Bahnhofseinweihung in Kamen und Hamm. Der Kamener Pfarrer Friedrich Proebsting nannte den Kamener Bahnhof bei der Einweihung einen „Hafen an einem der größten Ströme Europas“. Er sollte die Bedeutung dieser Bahnlinie nicht überschätzt haben. Im gleichen Jahr befuhren drei Lokomotiven die Strecke. Sie hatten zuvor die Namen „Dortmund“, „Hamm“ und „Camen“ erhalten. Diese Lokomotiven waren die ersten deutschen, bei „Saxonia“ in Dresden hergestellten Eisenbahnfahrzeuge.
Im Oktober 1847 wurde die Strecke weiter bis zur Weserstadt Minden freigegeben. Ein Jahr später war eine durchgehende Strecke bis Berlin hergestellt. Nachdem anfänglich nur Personen befördert wurden, begann der Güterverkehr am 1. Juni 1847. Auch der erste D-Zug ist durch Kamen gefahren: Am 1. Mai 1851 brauchte er für die Strecke Berlin-Köln 13 Stunden; ein Jahr später nur noch 11 Stunden. 1858 baute man die Strecke Köln-Minden zweigleisig aus. (Bis heute ist die Strecke in Kamen lediglich zweigleisig, was mittlerweile wegen der Verquickung von langsamem Güterverkehr und schnellem Personenverkehr einen sehr erheblichen Engpass für den Eisenbahnbetrieb darstellt.)
Mit dem Bau des Kamener Stationsgebäudes wurde kurz nach der Streckenöffnung begonnen. Es war 1854 fertiggestellt. Es ist im klassizistischen Stil nach einem Musterbuch von Karl-Friedrich Schinkel errichtet worden. Auch das Bahnhofsgebäude gehört damit zu den ältesten Gebäuden der Köln-Mindener-Eisenbahn.
Die Eisenbahn hatte sich in kurzer Zeit zum wichtigsten und kostengünstigsten Güter- und Personentransportmittel entwickelt. Ohne die Eisenbahn wäre die industrielle Entwicklung nicht in diesem Maße möglich gewesen – und ohne die industrielle Entwicklung umgekehrt nicht die Eisenbahn. Bevor es Kraftfahrzeuge gab, war die Eisenbahn das wichtigste Verkehrsmittel auf dem Lande.
Die Eisenbahnstrecke brachte eine schnelle Entwicklung der Region links und rechts der Bahn mit sich. Das bekannteste Beispiel ist die Stadt Oberhausen. Vor dem Bahnbau war es nur eine kleine Siedlung an einem Herrengut. Weil dort aus verkehrstechnischen Gründen ein Bahnhof angelegt wurde und sich der Bergbau niederließ, entwickelte sich dort in kurzer Zeit eine bedeutende Industriestadt.
Die Nähe zur Bahn bestimmte auch den Standort der Zeche „Courl“. Sie wurde Anfang der 1850er Jahre unweit der Köln-Mindener Eisenbahnstrecke abgeteuft. So waren der Maschinenantransport und der Kohleabtransport ohne Probleme gewährleistet.
Die ersten Bergleute wurden noch in der Region angeworben. Sie wohnten zumeist in ihren eigenen Häusern oder privat zur Miete. Erst als der Arbeitskräftebedarf stark anstieg, wurden Bergleute aus den östlichen Provinzen Preußens angeworben. Für diese Menschen musste nun auf die Schnelle Wohnraum geschaffen werden. So entstanden in der Zeit zwischen 1874 und 1895 insgesamt acht Sektionen der Bergarbeitersiedlung „Kaiserau“ sowie ähnliche Häuser in (Dortmund-)Husen und (Dortmund-)Kurl. Von den ehemaligen Sektionen sind heute noch die Sektion 7 (Germaniastraße, denkmalgeschützt) und Sektion 8 (Röntgenstraße) vorhanden: Beispiele dafür, dass man in der späten Phase des Bergarbeiterwohnungsbaus sehr einfach baute.
Anfänglich ging man zum Arbeitsplatz zu Fuß. Später konnten die Bergarbeiter mit der Zechenbahn zu ihrem Arbeitsplatz kommen. Nach dem Zweiten Weltkrieg nahm man immer mehr die öffentlichen Verkehrsmittel in Anspruch. Die Fahrpreise standen nun auch in einem besseren Verhältnis zum Einkommen.
So entschlossen sich mehrere Bürger aus der Kaiserau, für den fehlenden Haltepunkt an der Eisenbahnlinie selbst zu sorgen. Die Genehmigung bei der Reichsbahn und den anderen Behörden wurde eingeholt, das Baumaterial – z. T. gebrauchtes – selbst beschafft. Im Mai 1948 konnte der „Haltepunkt Westick-Kaiserau“ eingeweiht werden. Man war stolz auf die in Selbsthilfe erfolgte Verbesserung des öffentlichen Nahverkehrs nicht nur für die Kaiserau, sondern auch für die Gemeinden Methler, Westick und Wasserkurl.
Nach dem Bau der Eisenbahn konnten sich langsam in Kamen industrielle Betriebe ansiedeln. Als erster Betrieb begann 1850 die Papier- und Pappenfabrik Friedrich an der Weststraße auf dem Gelände des ehemaligen Cappenberger Hofes mit der Produktion. 1854 entstand im Stadtkern die Zigarrenfabrik Möllenhof. 1868 siedelte sich die Buntmetall- und Eisengießerei der Gebrüder Jellinghaus an der heutigen Westicker Straße an. Weitere metallverarbeitende Betriebe kamen hinzu. Durch kommunale Initiative entstanden schon 1857 die Städtische Sparkasse und 1865 das Städtische Gaswerk. Die Städtische Sparkasse war für die bürgerliche Existenzgründung von ausschlaggebender Bedeutung. Erst durch die Möglichkeit, Kredite aufzunehmen, war eine industrielle Entwicklung gegeben. Das wenige Jahre später gegründete Gaswerk, der Vorläufer der Kamener Stadtwerke, lieferte die notwendige Energie für den Betrieb von Dampfkraftmaschinen und die Beleuchtung.
Die Bevölkerungszahl erreichte 1870 den Stand von etwa 3.700 Einwohnern.

## Kamen als Bergarbeiterstadt

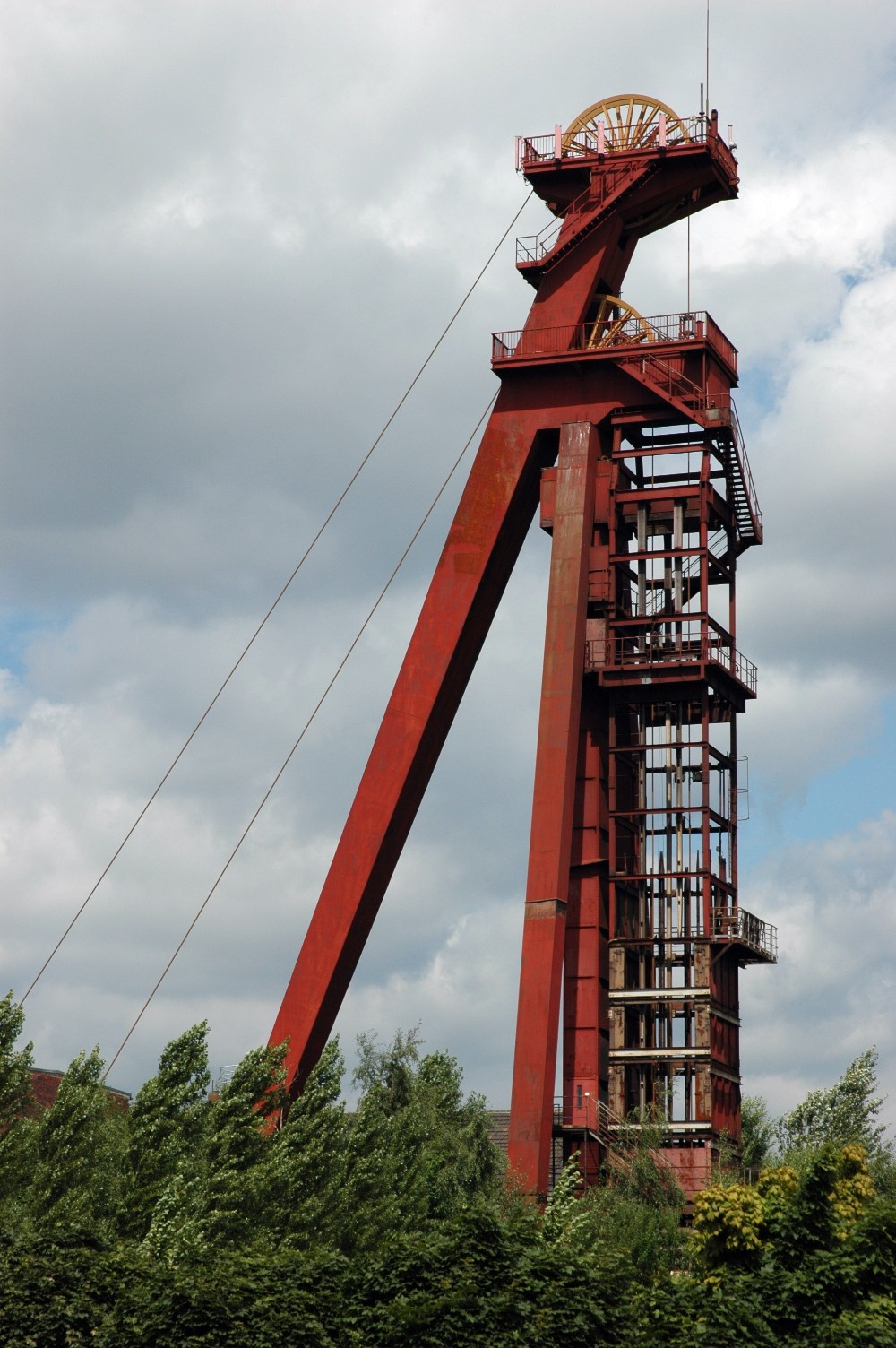
Der erhalten gebliebene Förderturm von Kamen

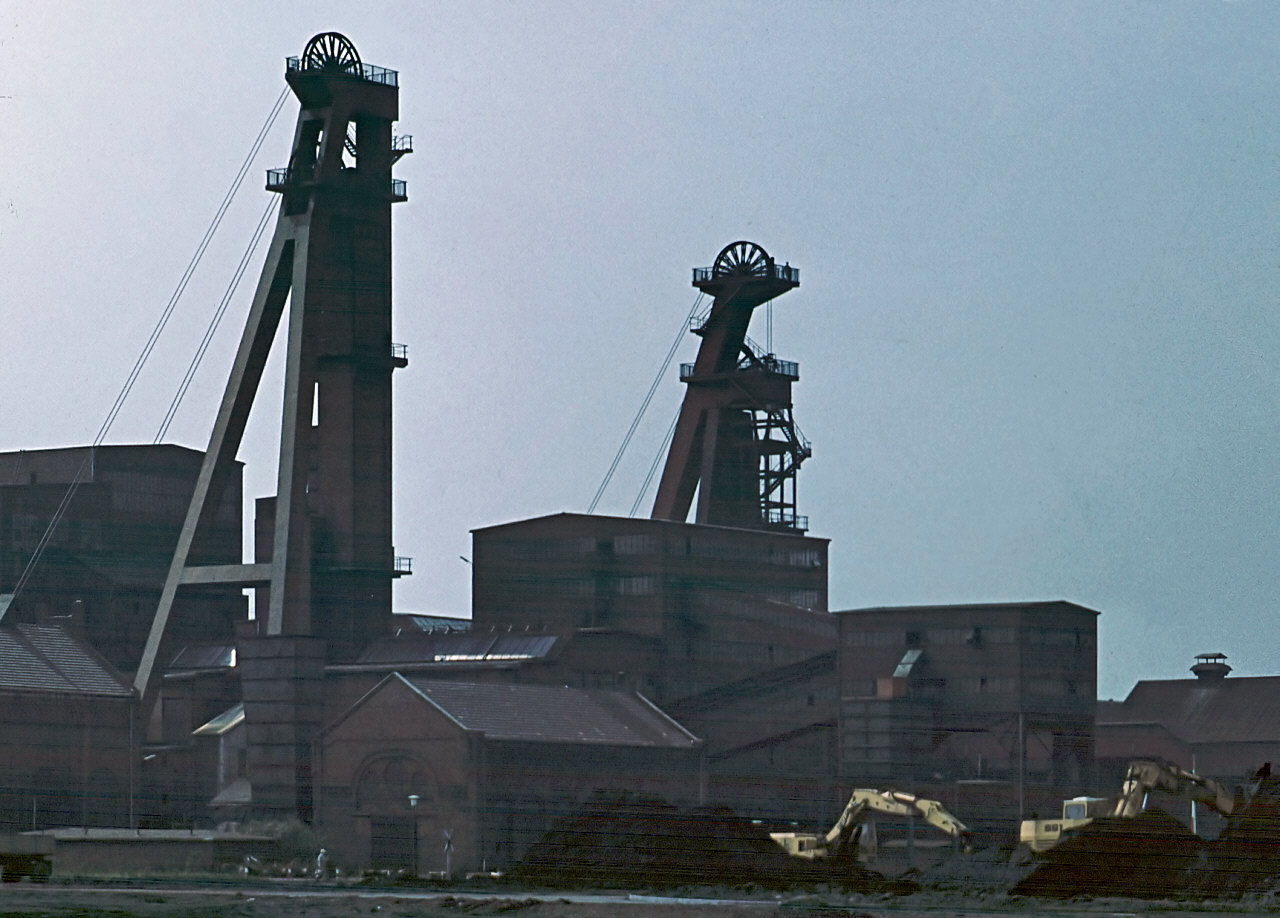
Grillo 1/2 (etwa 1979)

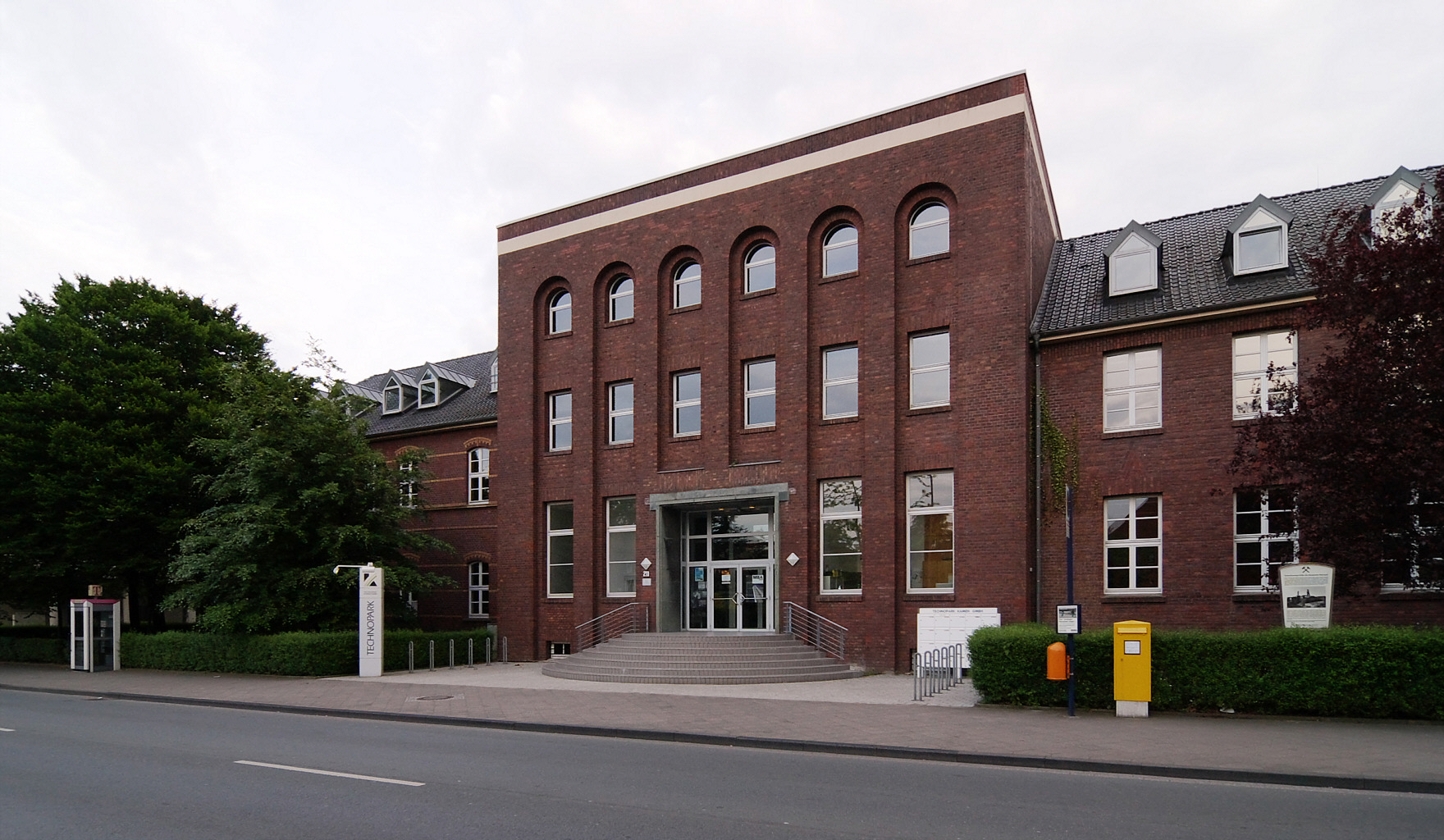
Das ehemalige Verwaltungsgebäude ist heute Zentrum des Technoparks

Nach dem Einzug des Bergbaus im Jahre 1873 veränderte sich Kamen erheblich. Bis zu dieser Zeit war die Bebauung nur geringfügig über die mittelalterlichen Stadtbegrenzungen hinausgewachsen. Die meisten Häuser wurden noch bis zur Jahrhundertwende aus Fachwerk errichtet. Erst seit der Jahrhundertmitte entstanden einige wenige profane Steinbauten. Die meisten Häuser am Alten Markt beispielsweise sind noch in der alten Art in Fachwerk errichtet, obwohl sie durch ihre Fassade Steinbauten vortäuschen.
Auch in den Stadtteilen Methler und Heeren-Werve trat durch den Einzug des Bergbaus eine enorme strukturelle Veränderung ein. Bis dahin waren diese Dörfer ausschließlich landwirtschaftlich geprägt. Das Handwerk war traditionsgemäß nur in den Städten von Bedeutung gewesen.
In der sogenannten „Gründerzeit “erhielt neben der Wirtschaft auch das Vereinswesen, mit den Schützenvereinen an der Spitze, einen enormen Auftrieb. Jeder alteingesessene Bürger musste, wenn er etwas auf sich hielt, im Schützenverein oder einem anderen angesehenen bürgerlichen Verein Mitglied sein. Das Schützenfest, inzwischen vor dem Jahrmarkt das zentrale Fest der Stadt oder des Dorfes, war von enormer Wichtigkeit. In den meisten Städten oder Dörfern verlor es diese Bedeutung erst in den letzten Jahrzehnten. Die später angeworbenen Industriearbeiter waren lange Zeit vom bürgerlichen Vereinswesen ausgeschlossen. Sie gründeten eigene Vereine. So gibt es in den meisten Städten parallele Vereinstraditionen, die sich zum Teil bis heute erhalten haben.
Die wirtschaftliche Struktur hatte sich zum Nachteil für das Handwerk verändert, Metall- und Lederverarbeitung wurden industrialisiert. Viele Meister und Gesellen waren nun gezwungen, in der Industrie Arbeit zu suchen. So entstanden in Kamen nach 1873 mehrere metallverarbeitende Betriebe und drei Schuhfabriken, die erheblich billiger als das Handwerk produzieren konnten. Die handwerksmäßige Leinenweberei war seit der Mitte des 19. Jahrhunderts durch die billigere Konkurrenz der Baumwolle und der mechanischen Webstühle fast zum Erliegen gekommen.
Die größte strukturelle Veränderung bewirkte jedoch der Einzug des Steinkohlenbergbaus in Kamen. Auf der 1873 entstandenen Zeche „Monopol“ begann 1879 mit dem Schacht „Grillo 1“ die Kohleförderung in 400 m Tiefe. 1887 wurde mit dem Abteufen des Schachtes „Grillo 2“ begonnen, und 1906 mit „Grillo 3“ im Süden der damaligen Gemeinde Bergkamen. 1888 begann in Heeren der Bergbau mit dem Schacht „Königsborn 2“ die Gemeinde zu verändern. Auch in der weiteren Umgebung Kamens siedelten sich im Laufe der Zeit Zechenbetriebe an. Das Grubenfeld der Zeche Monopol war für lange Zeit das weitaus größte des Ruhrgebietes.
Die Nachfrage nach Arbeitskräften für den Bergbau war groß geworden. Bald reichte das Arbeitskräftereservoir der Umgebung nicht mehr aus. Die Zechen warben nun Arbeiter aus den östlichen Regionen Europas an. Die angeworbenen Bergarbeiter der Zeche Monopol kamen aus Ober- und Niederschlesien, Österreich, Ungarn, Italien etc. Um 1890 beschäftigte die Kamener Zeche schon fast 1.200 Bergarbeiter. Dadurch erhöhte sich auch die Einwohnerzahl sprunghaft: von ca. 3.700 im Jahre 1870 auf über 10.000 Einwohner 1902.
Der Bau vieler Bergarbeiterwohnungen war notwendig geworden. Zunächst wurden die großen Freiflächen der ehemaligen Burgmannshöfe im Stadtgebiet mit Bergarbeiterkolonien bebaut. Das Oberbergamt Dortmund nennt 1899 in Verbindung mit der Zeche „Monopol“ folgende Kolonien: Vogelhof, Rungenhof, Schulzhof, Vohwinkel, Lutherheim und Westentor sowie Gut Reck in Lerche (heute Hamm-Lerche). Nach 1900 entstanden auch außerhalb des alten Stadtkerns Bergarbeiterhäuser. In der Gemarkung der Gemeinden Westick und Methler hatte die seit 1851 tätige Zeche „Courl“ im letzten Viertel des 19. Jahrhunderts Bergarbeiterhäuser in den acht Sektionen der „Kolonie Kaiserau“ errichten lassen und damit auch hier eine strukturelle Veränderung eingeleitet.
Neben der Gasanstalt errichtete die Stadt auch die Wasserversorgung, die nun für viele Menschen gesundes Wasser liefern musste. Seit 1888 übernahm Kamen von Unna Trinkwasser per Rohrleitung. Zuvor waren über 180 Brunnen im Stadtgebiet für die Wasserversorgung dagewesen. Der letzte erhaltene Brunnen befindet sich noch an der Westenmauer. Erst Ende 1920 wurde Kamen mit elektrischem Strom beliefert. Die Zeche hatte schon 30 Jahre zuvor ihren Strombedarf durch eigene Erzeugung gedeckt.
Im Gefolge der Bergbauentwicklung kamen neben den Bergleuten und ihren Familien noch andere Berufsgruppen in die Städte des Ruhrgebietes, die ebenfalls Wohnraum benötigten. Der Zuzug von Bergarbeitern aus dem Osten führte zu sozialen Problemen mit der alteingesessenen Bevölkerung. Die Kamener und die Neubürger wohnten im alten Stadtkern sehr nah beieinander.
Die Zunahme der Bevölkerung bedingte auch mehr Schulen, besonders im Elementarschulbereich. Aus der Kamener Lateinschule des Mittelalters entwickelte sich das heutige Gymnasium. An den Kosten für den Bau und die Unterhaltung dieser Schulen mussten sich auch die Zechengesellschaften beteiligen. Seit 1873 gab es auch in Kamen eine Zeitung, der „Volksfreund“, der in (Dortmund-)Hörde gedruckt wurde. Im Jahr 1883 kam eine zweite Tageszeitung, die „Märkische Zeitung“, nun in Kamen gedruckt, hinzu.

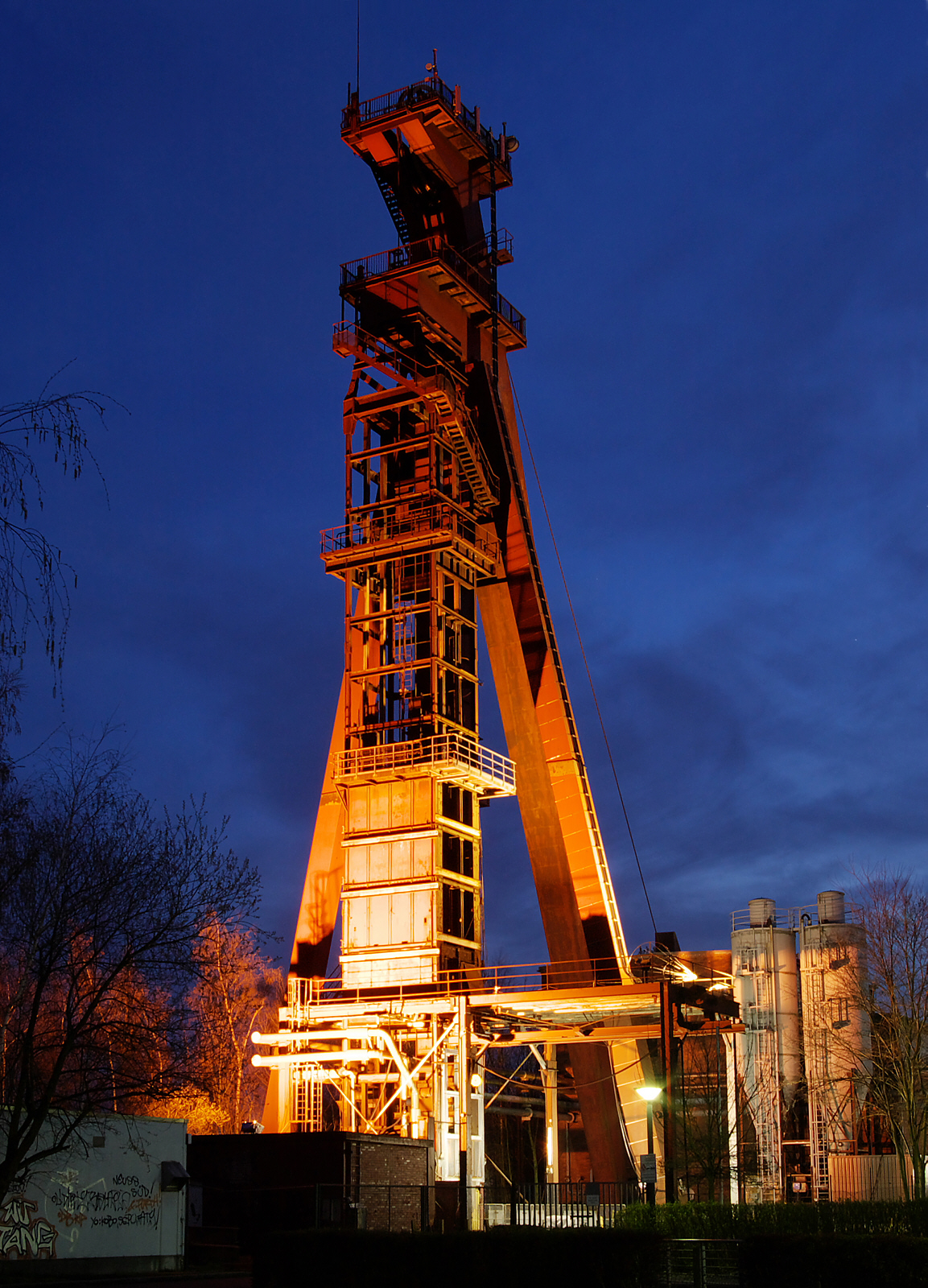
Das Schachtgerüst Grillo 1 ist Teil der Route der Industriekultur

Der hohe Anteil von Bergarbeiterfamilien veränderte die Sozialstruktur und polarisierte zugleich die sozialen Gegensätze. Es kam zu zahlreichen Gründungen von Arbeitervereinen und -interessenvertretungen. Die Bergarbeiter fanden insbesondere in der Sozialdemokratie ihre politische Heimat. Schon am ersten Bergarbeiterstreik von 1889 war die Belegschaft der Zeche „Monopol“ fast vollständig beteiligt. Obwohl der Kamener Bürgermeister zum Schutz der Zeche Militär anforderte, kam es zu keinen Auseinandersetzungen. Diese politische Ausrichtung der Bergarbeiter erschwerte es den Nationalsozialisten, in den Bergarbeiterstädten früh Fuß zu fassen.
In den beiden Weltkriegen mussten die Bergleute verstärkt Kohle fördern, um den enormen Rohstoffbedarf für die Rüstungsindustrie zu decken. Im letzten Krieg war die Zeche und damit das Stadtgebiet häufiges Angriffsziel der alliierten Bomberverbände. Kamen ist jedoch im Vergleich mit anderen Ruhrgebietsstädten glimpflich davongekommen. Den stärksten Angriffen dagegen war die im benachbarten Bergkamen befindliche Chemische Werke Essener Steinkohle AG mit ihren Kohleverflüssigungsanlagen ausgesetzt.
Nach dem Ende des Krieges waren die Zechen die ersten Betriebe, die die Arbeit wieder aufnehmen durften. 1946 kam
es im Bergkamener Teil der Zeche „Monopol“ (Grimberg 3/4) zu einem schweren Grubenunglück durch eine Schlagwetterexplosion, bei dem über 400 Bergleute, zum Teil auch aus Kamen, ihr Leben verloren.
Im Jahr 1983 wurde die Schachtanlage „Grillo“ der Zeche „Monopol“ in Kamen nach genau 110 Jahren stillgelegt. Da seit 1976 auch die Schachtanlage „Königsborn 2/5“ nicht mehr in Betrieb ist, finden wir im heutigen Kamen keine fördernde Zechenanlage mehr. Die Gelände der ehemaligen Zechen werden nun für moderne Projekte zur Verfügung gestellt.